# 535 Montague
535 Montague је астероид главног астероидног појаса са пречником од приближно 74,49 km.
Афел астероида је на удаљености од 2,632 астрономских јединица (АЈ) од Сунца, а перихел на 2,505 АЈ.
Ексцентрицитет орбите износи 0,024, инклинација (нагиб) орбите у односу на раван еклиптике 6,781 степени, а орбитални период износи 1504,114 дана (4,118 године).
Апсолутна магнитуда астероида је 9,48 а геометријски албедо 0,051.
Астероид је откривен 7. маја 1904. године.